# Karl Rosner
Karl Peter Rosner, född den 5 februari 1873 i Wien, död den 6 maj 1951 i Berlin, var en österrikisk författare. Han var son till Leopold Rosner.
Rosner var först bokhandlare, blev senare i München medarbetare i Die Jugend och Simplicissimus samt 1900 ansvarig utgivare av Gartenlaube. Han var mycket populär för sina romaner och noveller, Georg Bangs Liebe (1906), Sehnsucht (1907), Der Herr des Todes (1910), Der Diener Dieffenbach (1911), Die drei Fräulein von Wildenberg (1914), Die Beichte des Herrn Moritz von Cleven (1919) med flera. Under första världskriget var Rosner korrespondent vid fronten och i stora högkvarteret. I ett stort antal arbeten, som Der graue Ritter (1916), Vor dem Drahtverhau (samma år), Mit der Armee von Falkenhayn gegen die Rumänen (1917) och Der König (1920), skildrar han trupp och befäl. Rosner utgav 1922 Erinnerungen des kronprinzen Wilhelm.